# Cadillac Tower
La Cadillac Tower es un rascacielos neogótico de 40 pisos y 133,4 m en el 65 Cadillac Square del Downtown de Detroit, Míchigan, cerca del Renaissance Center. Los materiales del edificio incluyen terracota y ladrillo. Fue construido en 1927 como la Barlum Tower. Fue incluido en el Registro Nacional de Lugares Históricos en 2005.

## Historia
La Cadillac Tower fue el primer edificio fuera de Nueva York y Chicago en tener 40 pisos, incluidos dos bajo tierra. Su construcción comenzó en 1926 y terminó en 1927. Fue diseñado por el estudio de arquitectura Bonnah & Chaffee, que también diseñó el Lawyers Building  (1922). En su momento, la Cadillac Tower compartió características estilísticas con el vecino Cadillac Square Building, diseñado por Louis Kamper unos años antes y demolido en 1976.
El edificio también alberga el Departamento de Planificación y Desarrollo de la ciudad de Detroit y su Departamento de Recreación. Las cornisas y parapetos decorativos de la Torre Cadillac son de diferentes alturas. Su altura arquitectónica es de 133 metros. En su azotea hay instalada una torre de telecomunicaciones.
De 1994 a 2000, un lado del edificio presentó un mural de 14 pisos del jugador estrella de los Detroit Lions, Barry Sanders, de modo que muchos aún lo conocen como el Barry Sanders Building. El mural fue retirado después de un contrato de seis años con Nike. Ese mural fue reemplazado por uno de la estrella de Detroit Red Wings Steve Yzerman. Actualmente, el edificio cuenta con un anuncio para el casino MGM Grand Detroit con un león.
En enero de 2008, la ciudad de Detroit y el propietario de la Torre Cadillac, Northern Group, Inc., anunciaron planes para el Cadillac Center, un complejo residencial de entretenimiento y venta minorista de 150 millones de dólares unido al rascacielos. Diseñado por el arquitecto Anthony Caradonna, el moderno centro de acero y vidrio de 24 pisos habría llenado el Bloque Monroe actualmente vacante adyacente al Campus Martius. Este proyecto se suspendió indefinidamente y finalmente fue reemplazado por la futura sede de Meridian Health Plan.

## Galería

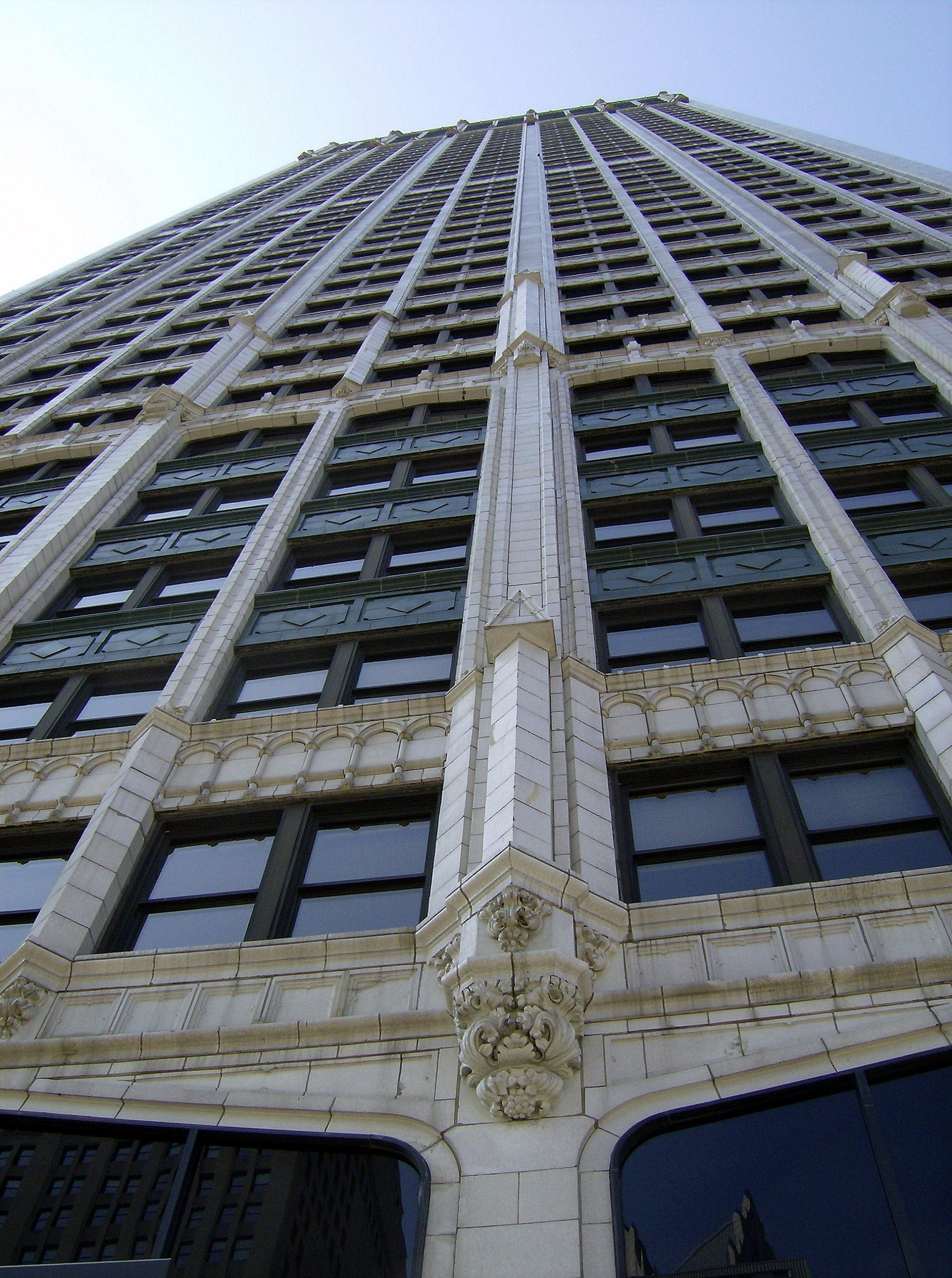
La torre desde Cadillac Square Park
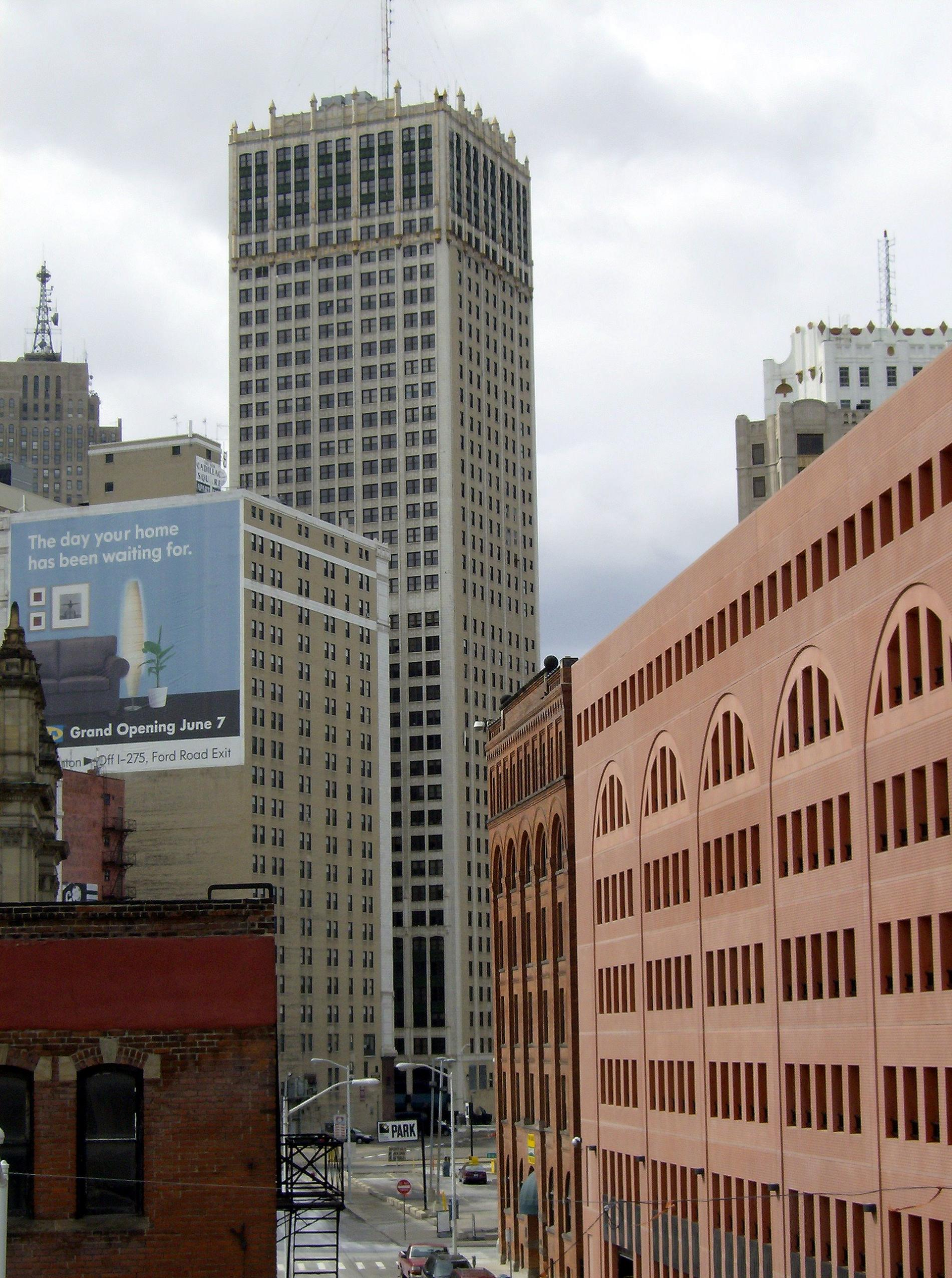
La Cadillac Tower desde Greektown
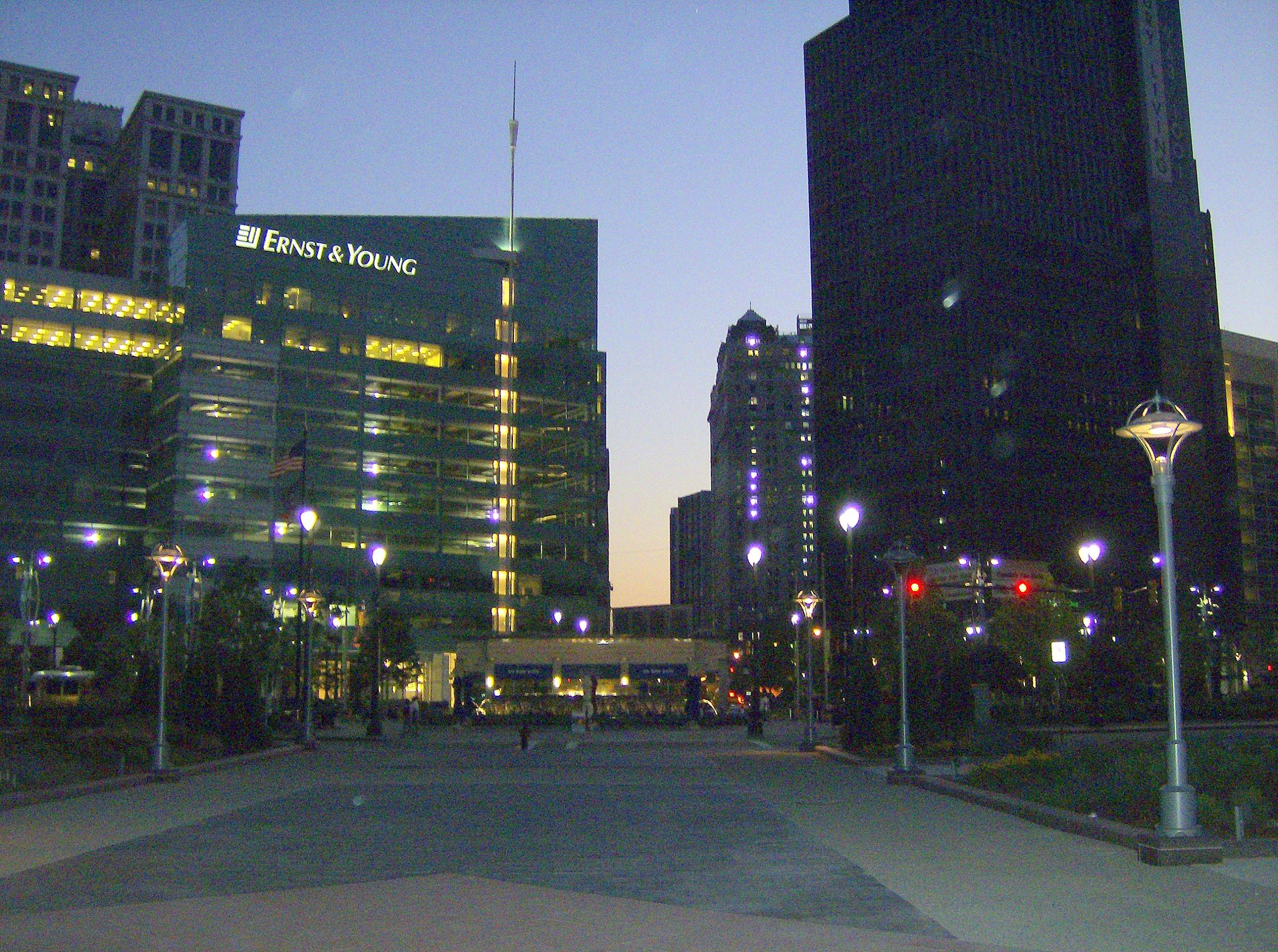
El Cadillac Square Park de noche
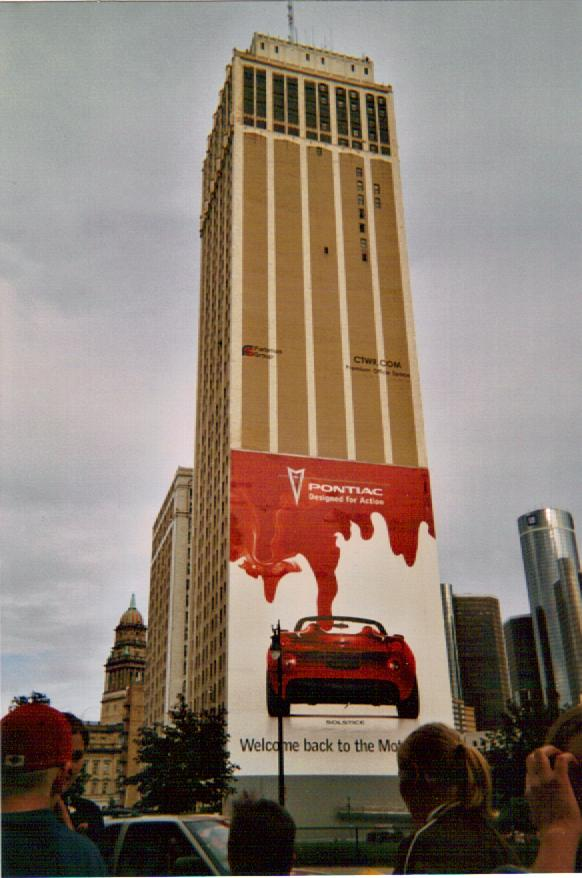
La torre con el Wayne County Building al fondo